# Zadnistreanske, Halîci
Zadnistreanske (în ucraineană Задністрянське) este o comună în raionul Halîci, regiunea Ivano-Frankivsk, Ucraina, formată numai din satul de reședință.

## Demografie
Componența lingvistică a comunei Zadnistreanske
     Ucraineană (99,17%)
     Alte limbi (0,83%)
Conform recensământului din 2001, majoritatea populației comunei Zadnistreanske era vorbitoare de ucraineană (99,17%), existând în minoritate și vorbitori de alte limbi.